# 三刺矮八角魚
三刺矮八角魚，為輻鰭魚綱鮋形目杜父魚亞目八角魚科的其中一種，為亞熱帶海水魚，分布於東太平洋阿拉斯加東南部至墨西哥加利福尼亞灣海域，棲息深度9-373公尺，本魚尾鰭小且圓，臀鰭在第二背鰭略前方，胸鰭寬又低的5到7個鰭條在末端沒有薄膜， 腹鰭縮小，背部灰色到橄欖綠色，在背鰭、尾鰭與胸鰭上具暗色的交叉橫帶，臀鰭與腹鰭鰭灰白色，背鰭硬棘3-6枚、背鰭軟條5-7枚、臀鰭軟條5-7枚，體長可達9.5公分，棲息在底層水域，生活習性不明。